# 229 aC
El 229 aC va ser un any del calendari romà prejulià. Durant la República i l'Imperi Romà, era conegut com a any del consolat d'Albí i Centumal (o també any 525 ab urbe condita). L'ús del nom «229 aC» per referir-se a aquest any es remunta a l'alta edat mitjana, quan el sistema Anno Domini va ser el mètode de numeració dels anys més comú a Europa.

## Esdeveniments

### Antiga Grècia
- Inici del regnat d'Antígon III Dosó al Regne de Macedònia, com a tutor de Filip, el fill del rei Demetri II mort aquest any, el futur Filip V de Macedònia.[2]
- Cleòmenes III, rei d'Esparta, s'apodera d'Orcomen, a Arcàdia, que s'havia unit a la Lliga Etòlia.[3]
- Aristòmac II, tirà d'Argos, a la mort de Demetri II, abdica, perquè li falta el suport macedoni i per la pressió d'Àrat de Sició, que li dona 50 talents per pagar als mercenaris i llicenciar-los.[4]

### Imperi Selèucida
- Àtal I de Pèrgam, aprofitant els conflictes familiars entre els selèucides derrota Antíoc Híerax, aliat dels gàlates, que després de la derrota gàlata, només conservava el suport egipci, poc significatiu.[5]

### Il·líria
- Inici de la Primera Guerra Il·líria. El conflicte comença amb la invasió dels il·liris de l'Epir i l'assassinat d'un dels ambaixadors romans (un dels els Coruncanii (els Coruncanis), fill de Tiberi Coruncani) enviats a la reina Teuta d'Il·líria per demanar explicacions i compensacions per la pirateria dels il·liris a la costa. El seu llenguatge va ofendre a la reina.[6]

### Antiga Roma
- Aquest any són elegits cònsols Luci Postumi Albí i Gneu Fulvi Centumal.[7]
- Els dos cònsols són enviats a Il·líria amb un exèrcit, i vencen els il·liris sense trobar gaire resistència. Dispersen les forces de la reina Teuta, que es retira amb un grup de fidels a la fortalesa de Risan. Una gran part del territori es converteix en un protectorat romà i el Senat corona Demetri de Faros per controlar la reina Teuta. Centumal torna a Roma amb bona part de les forces de terra i navals, deixant a Albí amb 40 naus i una part de l'exèrcit. Se li concedeixen els honors del triomf.[8]

## Naixements
- Qin Er Shi, emperador de la dinastia Qin (m. 207 aC).[9]

## Necrològiques
- Demetri II, rei de Macedònia des del 239 aC (n. 276 aC).[10]
- Marc de Cerinea, ciutadà d'Acaia, és enviat per la Lliga Aquea a Còrcira per lluitar contra els pirates il·liris. Durant una batalla, Marc s'enfonsa amb la seva nau i mor ofegat.[11]